# Alt-J
Gli ∆ (pronunciato Alt-J) sono una band inglese di alternative indie rock/pop costituitasi nel 2007. Con il loro album di debutto, An Awesome Wave, pubblicato nel maggio del 2012 in Europa, e il 18 settembre seguente negli Stati Uniti, hanno vinto il prestigioso premio Mercury Prize.

## Storia del gruppo
Gli ∆ nascono dall'incontro fra Gwil Sainsbury (chitarra/basso), Joe Newman (chitarra/voce), Gus Unger-Hamilton (tastiere) e Thom Green (batteria) all'Università di Leeds nel 2007.
Dopo la laurea si spostano a Cambridge, mentre registrano il loro album di debutto a Brixton. Gus ha studiato letteratura inglese mentre gli altri membri sono stati studenti di belle arti. Durante il secondo anno di studio, Joe mostrò a Gwil alcuni suoi brani nati sotto l'ispirazione sia del padre chitarrista sia dagli allucinogeni di cui faceva uso. La coppia cominciò così a realizzare alcuni pezzi nel dormitorio universitario con Gwil che produceva i brani sfruttando il software GarageBand. Il gruppo ha provato per due anni prima di firmare un contratto nel 2011 con la Infectious Records.
∆ si pronuncia Alt-J e deriva dalla combinazione di tasti "alt + J" utilizzata in ambiente Mac, con tastiera inglese, per ottenere la lettera greca delta. Gwil Sainsbury fa notare che nelle equazioni matematiche la lettera è solita rappresentare variazione, così come la nascita del gruppo significò un passaggio importante nelle loro vite. Precedentemente al nome definitivo il gruppo è stato noto al proprio pubblico sotto il nome di “Dalijit Dhaliwal” o “Films”.
Il 12 gennaio 2014 gli ∆ annunciano tramite il loro profilo Twitter che il bassista Gwil Sainsbury lascia la band per motivi personali.

## Carriera musicale
I loro primi quattro lavori sono degli EP eponimi registrati col produttore Charlie Andrew a Londra: si tratta dei brani Breezeblocks, Hand-Made, Matilda e Tessellate. Nell'ottobre 2011 il gruppo ha pubblicato un vinile nel formato da 7" contenente Bloodflood e Tessellate per la Loud and Quiet.
Il primo lavoro sotto l'etichetta Infectious Records è del 2012: si tratta di un vinile da 7 pollici di forma triangolare contenente i brani Matilda/Fitzpleasure, seguite da Breezeblocks. Il lavoro anticipava l'uscita del loro primo album, An Awesome Wave, pubblicato il 25 maggio dello stesso anno in Europa e in Australia e il 18 settembre nel mercato nordamericano dalla Canvasback Music. Per lo stile eclettico, con miscugli folk, dump pop e alternative, gli Alt-J sono stati paragonati agli Hot Chip, ai Wild Beasts e agli Everything Everything.

### An Awesome Wave
L'album di debutto è caratterizzato per sonorità e sensibilità diverse (folk, rock bass, catchy pop, ritmo hip-hop, atmosfere trip hop, eccentricità indie rock, riff elettronici ottenuti tramite il massiccio uso del sintetizzatore), mischiate con un intento intimista, a volte accompagnato da un testo confessionale, dove ricorrono riferimenti e allusioni alla cinematografia: Il buono, il brutto e il cattivo di Sergio Leone, Léon di Luc Besson o al lavoro di Maurice Sendak Nel paese dei mostri selvaggi.
Nel 2015, la canzone "Something Good" è stata utilizzata nel secondo episodio del videogioco Life Is Strange.

## Concerti
Il gruppo britannico ha supportato i Wild Beasts nell'aprile 2012 e ha svolto piccoli concerti in Irlanda e nel Regno Unito, passando da Dublino il 24 maggio e concludendo al The Cooler di Bristol il 1º giugno.
Gli Alt-J hanno inoltre partecipato a molti festival musicali nell'estate 2012, come l'Ypsigrock, il Latitude, il Tramlines, il Bestival, il Festival Republic Stage di Bristol e Leeds, l'End of The Road, ilMilhões de Festa, l' A perfect Day Festival, il T in the Park, il Green Man, il Pukkelpop, il Lowlands e l'Into The Great Wide Open
Il loro tour iniziò il 29 ottobre 2012 da Glasgow e proseguì in altre città europee, per concludersi a Londra il 19 gennaio 2013. Gli Alt-J hanno inoltre annunciato la loro presenza al Laneway Festival in Australia e Nuova Zelanda, che si terrà fra il gennaio e il febbraio 2014.
Il gruppo inglese si è esibito Mediolanum Forum di Assago a Milano il 14 febbraio 2015, con Cameron Knight come chitarrista e bassista aggiunto. Si sono esibiti anche a Roma il 14 giugno 2015, all'interno di Rock in Roma.
A febbraio 2018 si esibiscono a Roma, al Palalottomatica.

## Premi
Nel 2012, il loro album di debutto ha vinto il British Mercury Prize. Alt-J sono stati anche candidati a tre Brit Awards (British Breakthrough Act, British Album of the Year and British Group of the Year). An Awesome Wave è stato premiato BBC Radio 6 Music Album of the Year 2012. Tre brani dell'album sono entrati nella Australian 2012 Triple J Hottest 100, con Something Good al numero 81, Tessellate al numero 64, e Breezeblocks al numero 3. Nel 2013, An Awesome Wave ha vinto il premio Album of the year agli The Ivor Novello Awards.

## Formazione

### Formazione attuale
- Joe Newman - voce, chitarra elettrica, chitarra acustica (2007-)
- Gus Unger-Hamilton - tastiere, sintetizzatori, voce (2007-)
- Thom Green - batteria, percussioni (2007-)

### Ex componenti
- Gwil Sainsbury - chitarra ritmica, basso, cori (2007-2014)

## Discografia

### Album in studio
| Titolo            | Dettagli dell'album | Miglior posizione in classifica | Miglior posizione in classifica | Miglior posizione in classifica | Miglior posizione in classifica | Miglior posizione in classifica | Miglior posizione in classifica |  |
| Titolo            | Dettagli dell'album | UK                              | BEL (Vl)                        | BEL (Wa)                        | FRA                             | NL                              | SWI                             |  |
| ----------------- | --- | ------------------------------- | ------------------------------- | ------------------------------- | ------------------------------- | ------------------------------- | ------------------------------- |  |
| An Awesome Wave   | - Pubblicato: 25 maggio 2012 (UK/EA/AU); 18 settembre 2012 (Stati Uniti) - Etichetta: Infectious Music, Canvasback Music - Formati: CD, download digitale | 13                              | 17                              | 72                              | 45                              | 18                              | 89                              |  |
| This Is All Yours | - Pubblicato: 22 settembre 2014 - Etichetta: Infectious Music - Formati: CD, download digitale                                                            | 1                               | 2                               | —                               | 5                               | 6                               | 3                               |  |
| Relaxer           | - Pubblicato: 2 giugno 2017 - Etichetta: Infectious, Atlantic - Formati:                                                                                  | 6                               | 4                               | 7                               | 22                              | 12                              | 47                              |  |
|                   | |                                 |                                 |                                 |                                 |                                 |                                 |  |
| The Dream         | - Pubblicato: 11 febbraio 2022 - Etichetta: Infectious, Canvasback - Formati: CD, download digitale, Vinile                                               | 3                               | 3                               | 6                               | 8                               | 8                               | 7                               |  |

### Extended play
| Titolo      | Dettagli dell'album                                                               |
| ----------- | --------------------------------------------------------------------------------- |
| ∆ (Demo EP) | - Pubblicato: 2011 - Etichetta: Infectious Music - Formati: CD, download digitale |

### Singoli
| Anno | Titolo               | Miglior posizione in classifica | Miglior posizione in classifica | Album di provenienza |
| Anno | Titolo               | UK                              | UK Ind.                         | Album di provenienza |
| ---- | -------------------- | ------------------------------- | ------------------------------- | -------------------- |
| 2012 | Matilda/Fitzpleasure | —                               | —                               | An Awesome Wave      |
| 2012 | Breezeblocks         | 75                              | 6                               | An Awesome Wave      |
| 2012 | Tessellate           | 120                             | 6                               | An Awesome Wave      |
| 2012 | Something Good       | 76                              | 7                               | An Awesome Wave      |
| 2014 | Hunger of the Pine   | —                               | —                               | This Is All Yours    |